# Jakub Łucak
Jakub Łucak (* 18. September 1989 in Kielce) ist ein ehemaliger polnischer Handballspieler.

## Karriere

### Verein
Jakub Łucak stand ab 2008 im Kader des polnischen Erstligisten Chrobry Głogów, für den er bis 2015 in 166 Ligaspielen 325 Tore erzielte. In der Saison 2013/14 zog er sich eine Achillessehnenruptur zu, im September 2014 folgte ein Kreuzbandriss. Im Sommer 2015 wurde der 1,81 m große rechte Außenspieler vom polnischen Serienmeister KS Kielce verpflichtet und an den Ligakonkurrenten Śląsk Wrocław ausgeliehen. Für Wrocław warf er in der Saison 2015/16 112 Tore in 25 Spielen. Aufgrund der Konkurrenz mit Tobias Reichmann und Ivan Čupić auf seiner Position wurde sein Vierjahresvertrag nach dieser Spielzeit aufgelöst und Łucak wechselte zu KPR Legionowo. Im Oktober 2016 zog er sich erneut einen Kreuzbandriss zu. Im Sommer 2017 beendete er seine Spielerlaufbahn.

### Nationalmannschaft
Sein Debüt in der polnischen Nationalmannschaft gab Jakub Łucak mit einem Treffer bei der 27:29-Niederlage im norwegischen Larvik gegen Schweden. Mit der Auswahl belegte er bei der Europameisterschaft 2014 den 6. Platz und bei der Europameisterschaft 2016 den 7. Platz. Insgesamt bestritt er 28 Länderspiele, in denen er 37 Tore erzielte.